# Liste der Kulturgüter in Villarsel-sur-Marly
Die Liste der Kulturgüter in Villarsel-sur-Marly enthält alle Objekte in der Gemeinde Villarsel-sur-Marly im Kanton Freiburg, die gemäss der Haager Konvention zum Schutz von Kulturgut bei bewaffneten Konflikten, dem Bundesgesetz vom 20. Juni 2014 über den Schutz der Kulturgüter bei bewaffneten Konflikten sowie der Verordnung vom 29. Oktober 2014 über den Schutz der Kulturgüter bei bewaffneten Konflikten unter Schutz stehen.
Objekte der Kategorien A sind vollständig in der Liste enthalten, Objekte der Kategorie B sind im Gemeindegebiet nicht ausgewiesen, Objekte der Kategorie C fehlen zurzeit (Stand: 1. Januar 2023).

## Kulturgüter
| Foto |                                                                                           | Objekt | Kat. | Typ | Standort                               | Beschreibung |
| ---- | ----------------------------------------------------------------------------------------- | --- | ---- | --- | -------------------------------------- | ------------ |
| ja   | Datei hochladen · Wikidata zu Bauernhof der Kommende Hospitaliers de Fribourg (Q29479267) | Bauernhof der Johanniterkommende Freiburg / Ferme de la commanderie des hospitaliers de Fribourg KGS-Nr.: 10001 | A    | G   | Chemin de Villarsel 83 579819 / 178793 |              |